# Age of Loneliness
«Age of Loneliness» — это песня, написанная в 1994 году проектом Enigma. Сингл стал третьим релизом с альбома The Cross of Changes.
Этот сингл, уже знакомый многим жителям Австралии, благодаря вышедшему на несколько месяцев раньше синглу «Carly's Song», содержит ремиксы «Clubby Radio Edit» и «Enigmatic Club Mix», являющееся танцевальными версиями с дополнительными семплами и ритмами, а также «Jam & Spoon Remix», полностью идентичный вышедшему в составе сингла «Carly’s Song».
Обложка сингла представляет собой карту Таро, по всей видимости, китайскую. Цифра «7», размещённая в четырёх углах карты указывает на то, что трек является седьмым с альбома «The Cross of Changes». На самом компакт-диске имеется множество астрологических символов, включая созвездия Ara (Жертвенник), Argonauis (Водолей), Canis Major (Большой Пес), Canis Minor (Малый Пес), Corona Meridionalis (Южная Корона), Corvus (Ворон), Crater (Чаша), Eridanus (Эридан), Hydra (Гидра), Lepus (Заяц), Orion (Орион), and Piscis Notius (Южная Рыба).
В композиции использована монгольская народная протяжная песня в исполнении народной артистки Монголии Намжилын Норовбанзад.
В Нью-Йорке на песню Age Of Loneliness был снят видеоклип.

## Список композиций

### CD
- Age of Loneliness [radio edit]
- Age of Loneliness [clubby radio edit]

### 12″ винил
- Age of Loneliness [enigmatic club mix]
- Age of Loneliness [Jam & Spoon remix]

### CDM
- Age of Loneliness [radio edit] (4:14)
- Age of Loneliness [clubby radio edit] (3:31)
- Age of Loneliness [enigmatic club mix] (6:23)
- Age of Loneliness [jam & spoon remix] (6:28)
- Age of Loneliness [album version] (5:19)